# Potentilla iinumae
Potentilla iinumae là loài thực vật có hoa trong họ Hoa hồng. Loài này được (Makino) Mabb. mô tả khoa học đầu tiên năm 2002.